# Zampana
Ne doit pas être confondu avec Zampona.
Zampana est une localité située dans le département de Sono de la province de la Kossi dans la région de la Boucle du Mouhoun au Burkina Faso.

## Géographie
Zampana se trouve à environ un kilomètre au sud-ouest du chef-lieu départemental, Sono.